# SuperTuxKart
《슈퍼턱스카트》(슈턱카, 영어: SuperTuxKart, STK)는 GNU 일반 공중 사용 허가서 버전 3의 조항에 따라 배포되는, 자유-오픈 소스 카트 경주 비디오 게임이다. 그것은 여러 오픈 소스 프로젝트의 마스코트들을 갖추고 있다. 슈퍼턱스카트는 리눅스, macOS, 윈도우, 및 안드로이드 시스템에서 실행되는 크로스 플랫폼이다. 게임의 최신 안정판은 버전 1.0이며 2019년 4월 20일에 출시되었다. 버전 0.9에서, 슈퍼턱스카트는 "Antarctica"라고 부르는 완전히 새로운 그래픽 엔진을 특징으로 한다.
슈퍼턱스카트는 원래 스티브와 올리버 베이커가 2000년에 개발한, TuxKart의 포크로 시작되었다. TuxKart가 2004년 3월 중에 개발이 끝났을 때, 슈퍼턱스카트는 포크로서 다른 개발자에 의해 2006년에 수행되었다. 슈퍼턱스카트는 게임의 공동체에 의해 활발히 개발 중이다.

## 캐릭터

### 주 캐릭터
- 턱스 (리눅스)
- 그누 (GNU)
- 놀록 (SuperTux)

### 추가 캐릭터
- 아듀미 (아듐)
- 아만다 (윈도 메이커)
- 비스티 (BSD)
- 이뮬 (eMule)
- 가브로슈 (미디어고블린)
- 헥슬리 (다윈)
- 키키 (크리타)
- 콘키 (KDE)
- 피진 (피진)
- 퍼피 (OpenBSD)
- 사라 경주자, 사라 마법사 (OpenGameArt.org)
- 수잔 (블렌더)
- 윌버 (김프)
- 줴 (Xfce)

여기서 그누, 놀록, 아만다, 사라 경주자, 사라 마법사, 수잔은 이야기 모드에서 잠금을 풀기 전까지는 사용할 수 없다.

## 갤러리

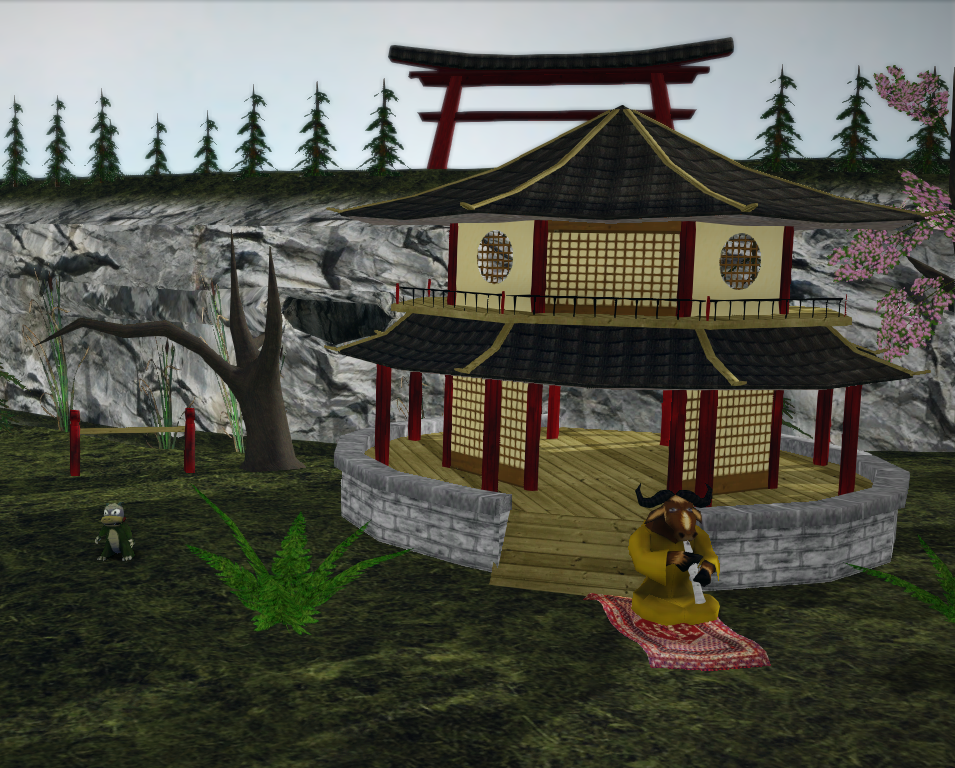
GNU and Nolok in the beginning story of Story Mode in STK
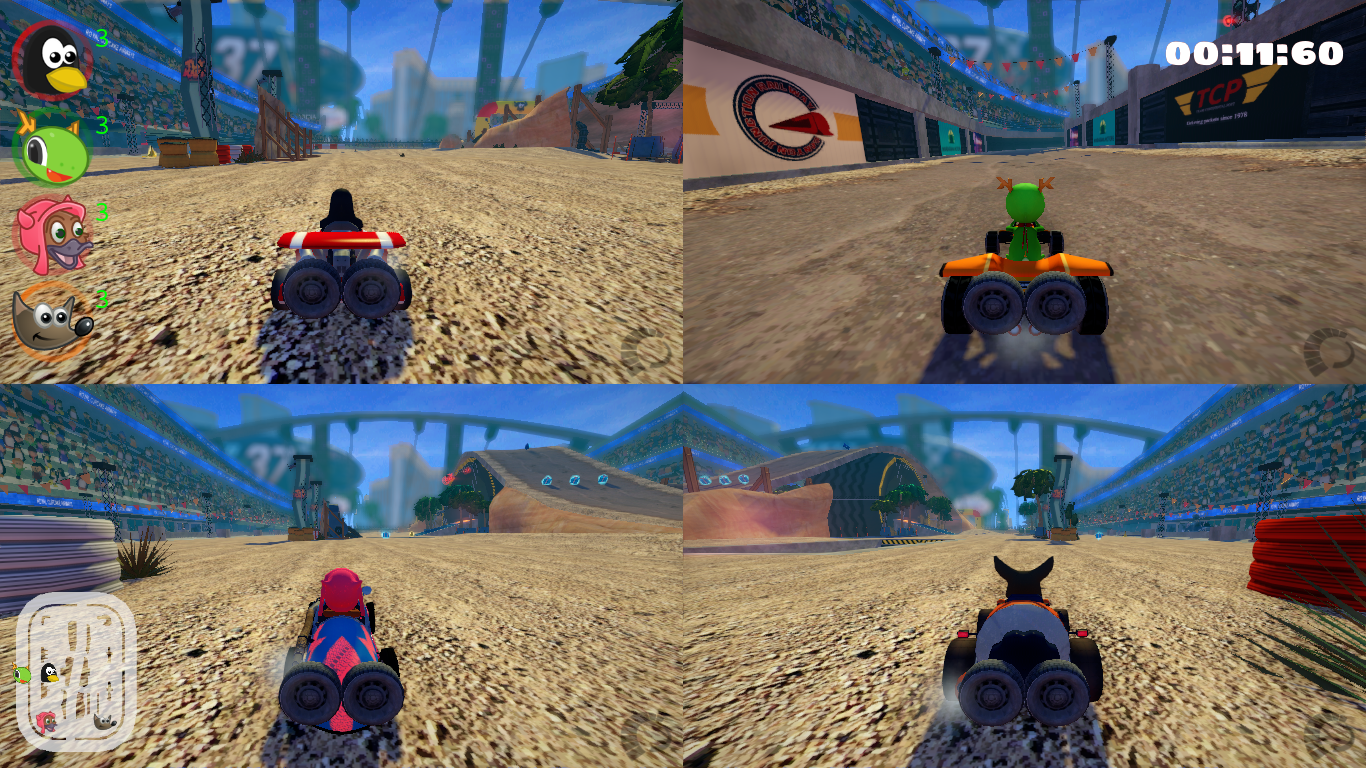
Split-screen 4-player multiplayer in SuperTuxKart (2017, 0.9.3)
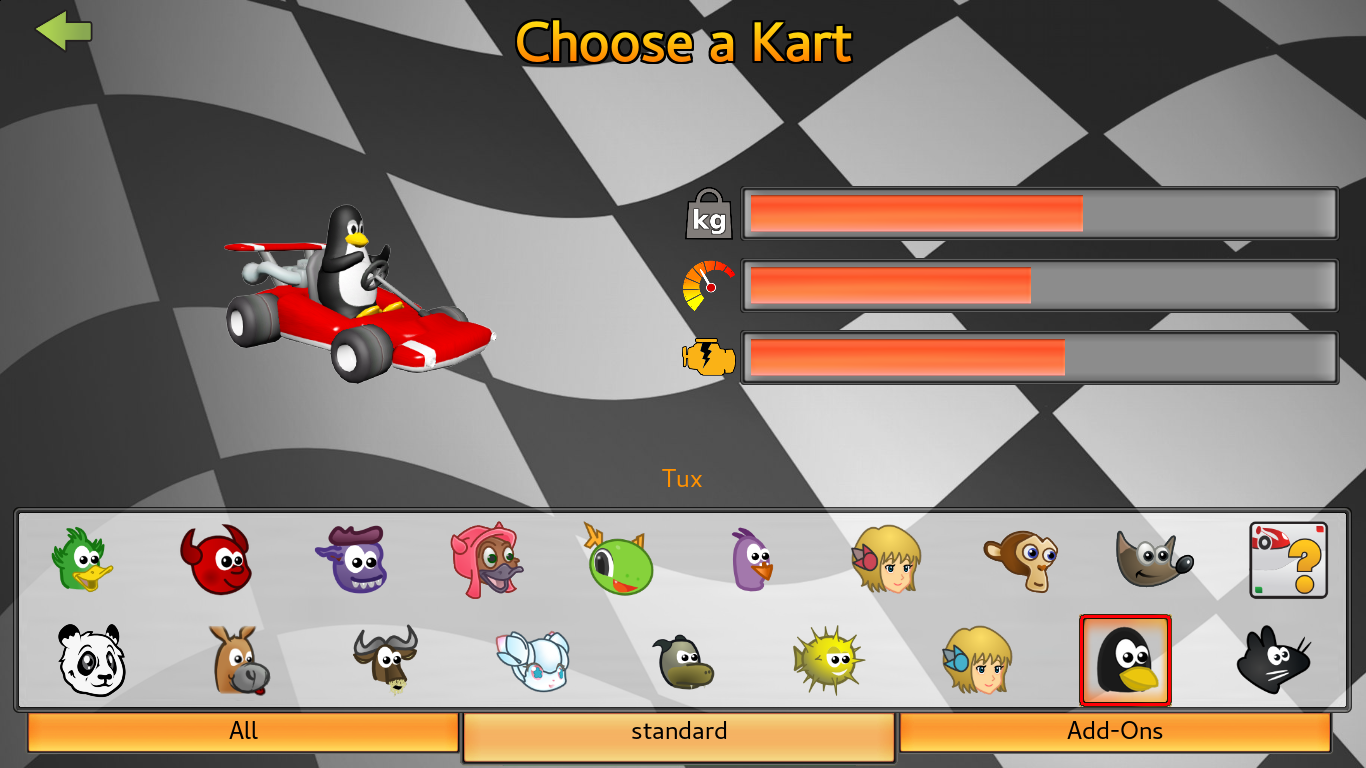
Screenshot showing character selection screen (2018).
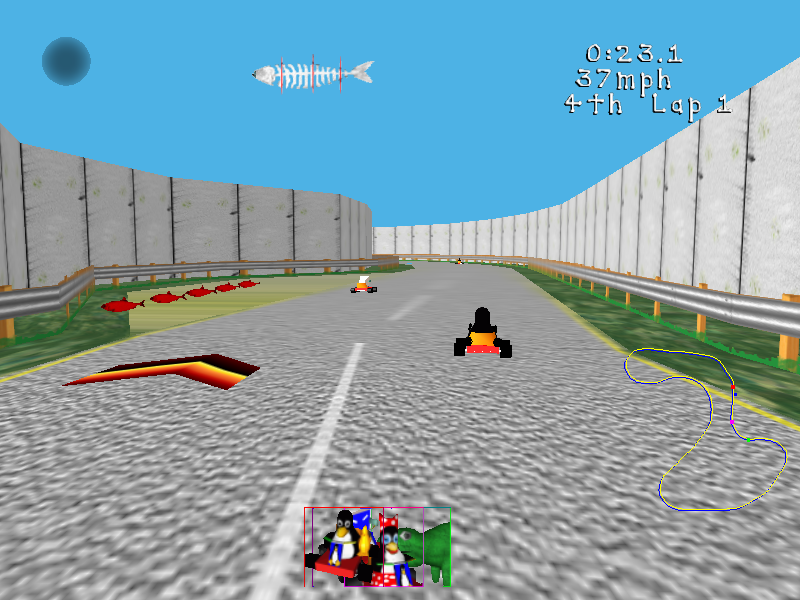
TuxKart - Tux Tollway, from version 0.4
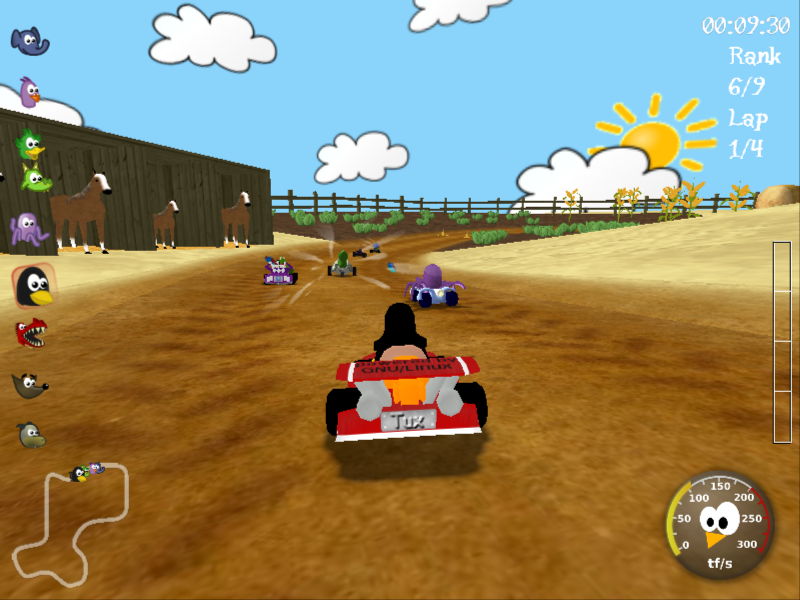
SuperTuxKart 0.7, the first version to use the Irrlicht Engine

## 같이 보기
- SuperTux, 턱스와 친구들을 특징으로 하는 또다른 게임
- 턱스 레이서, 턱스를 특징으로 하는 또다른 경주 게임